# 京广快速路

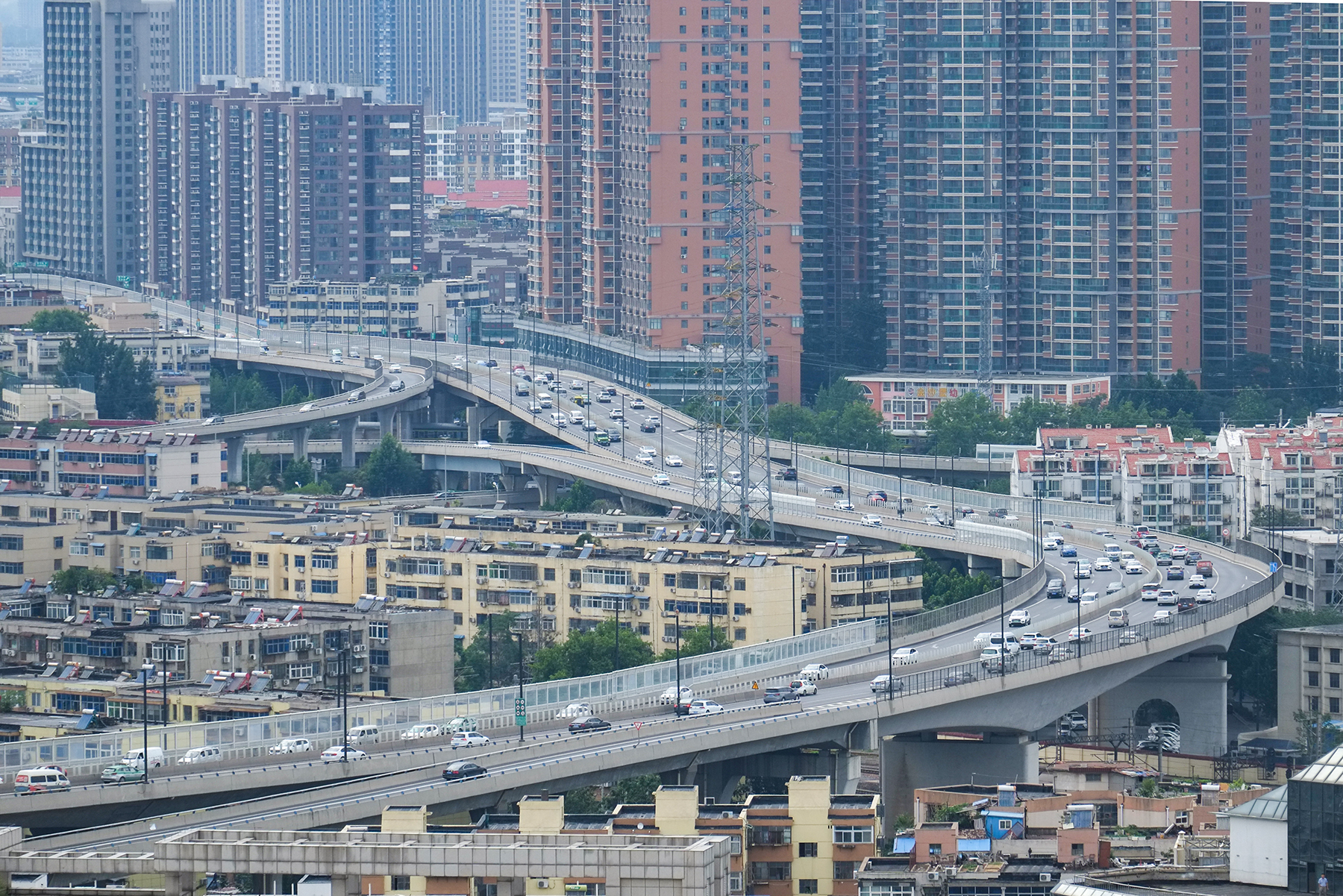
解放路立交桥以北的京广快速路

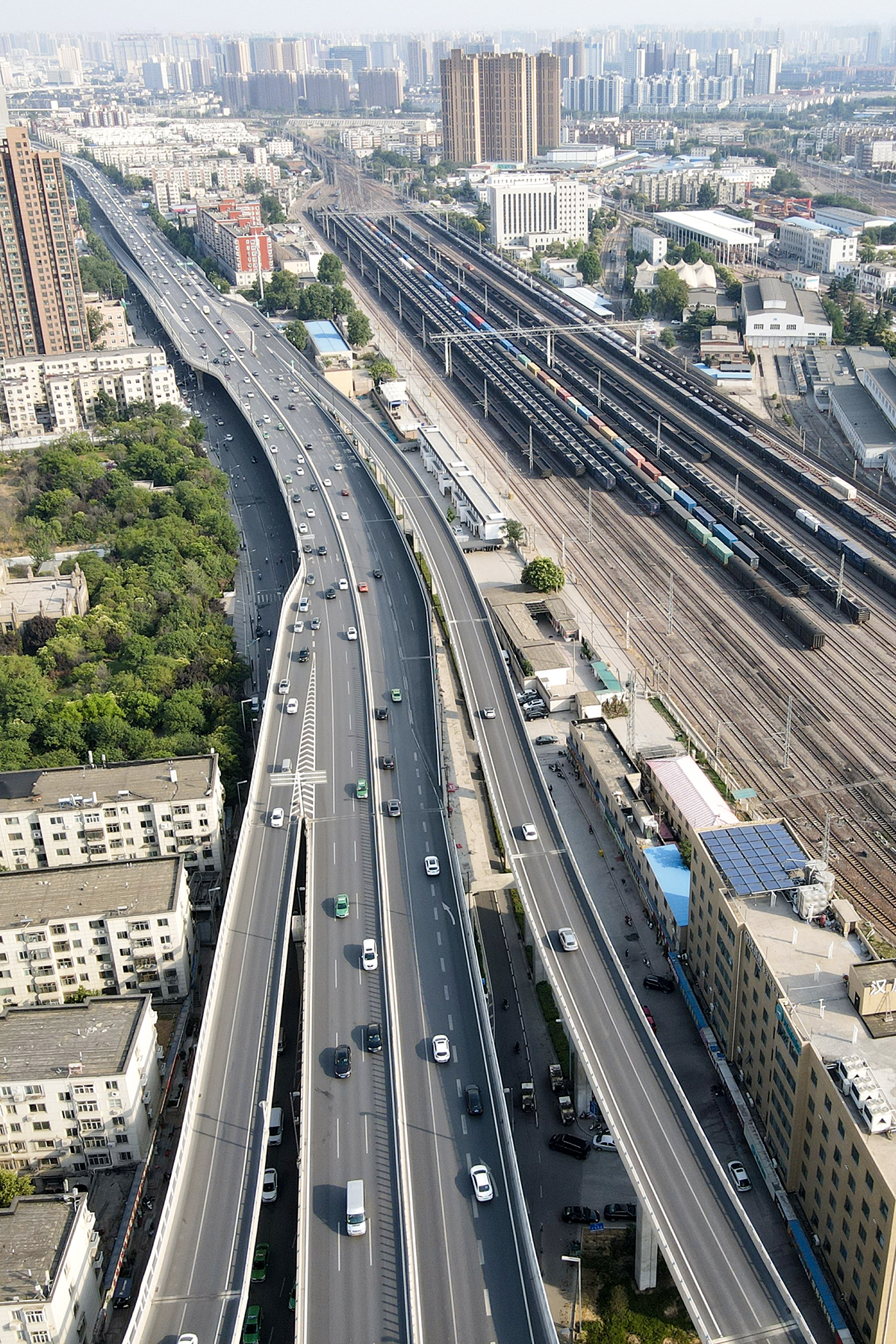
郑州北站东侧的京广快速路

京广快速路，是贯穿郑州市惠济区、金水区、二七区的一条南北向快速道路，全长25.2公里，北接惠济区天河路，南抵郑州绕城高速公路，是郑州市“井”字加双环城市快速路系统的重要组成部分。

## 简介

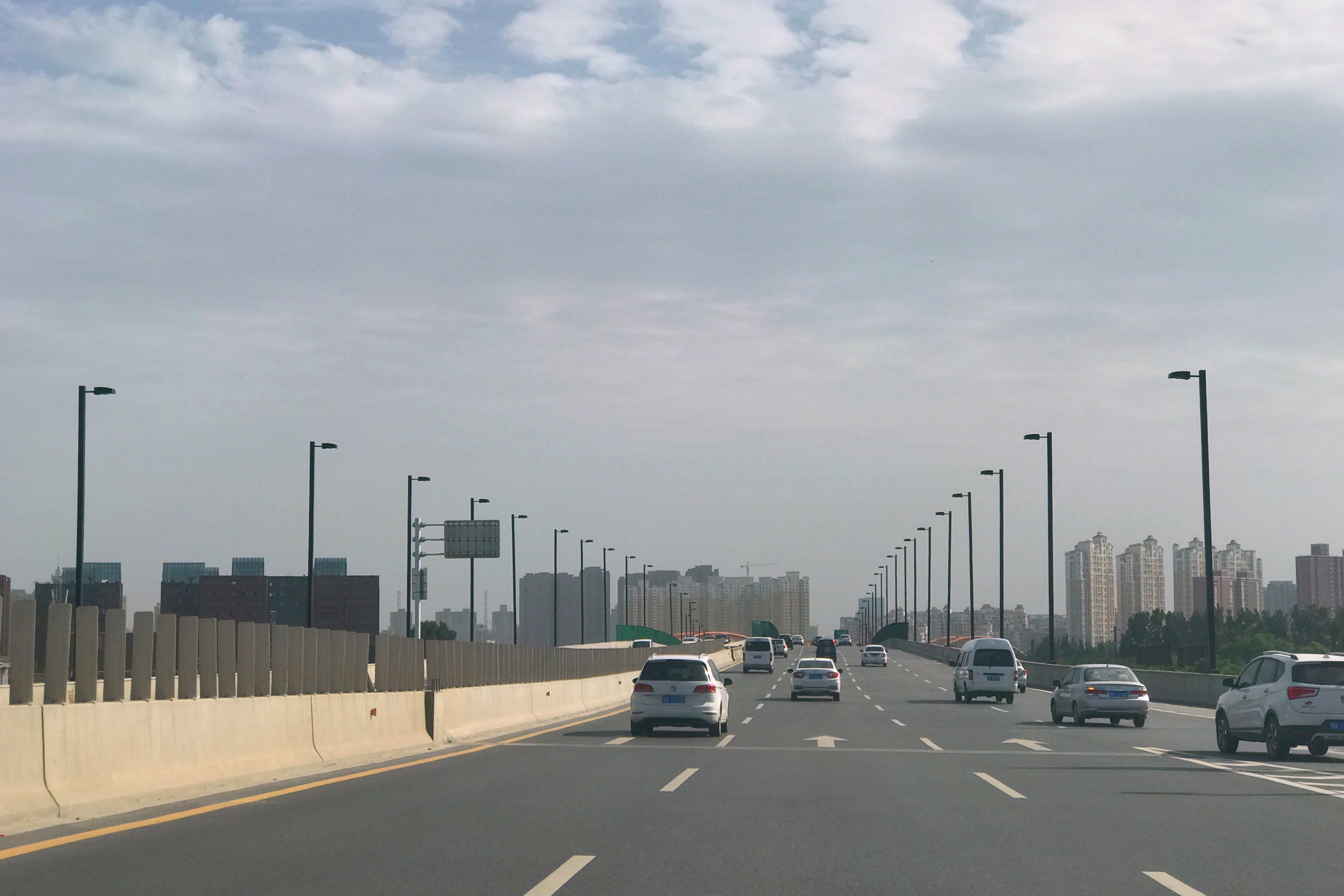
京广快速路二期工程北段高架路

京广快速路共分两期完成。一期工程北起北三环，南至南三环。北段为沿沙口路上方建设的高架桥，中段为上跨陇海铁路、郑州北站联络线的公铁立交和京广北路隧道，南段以地面道路与京广南路隧道等下穿隧道为主。其中高架部分为较为少见的双向5车道设计，隧道部分为双向6车道。一期道路主线限速60公里，在拐弯处和匝道上，规定时速为40公里，并且对通行车辆类型有所限制。
二期工程分南北两段，均为双向6车道高架道路。北段向北延伸至连霍高速公路惠济收费站以北，接天河路，南段向南延伸至郑州绕城高速公路十八里河收费站，接龙湖大道。二期道路主线限速80公里。
京广快速路全线与京广铁路基本平行。

## 历史
为缓解郑州市区南北方向交通堵塞，郑州市沿京广铁路规划了京广快速路，该路沿京广路与沙口路修筑，原名京沙快速路。一期工程于2010年5月20日开工建设，2012年4月28日建成开通，并更名为京广快速路。二期工程于2012年开工建设，2016年建成通车。

### 事故

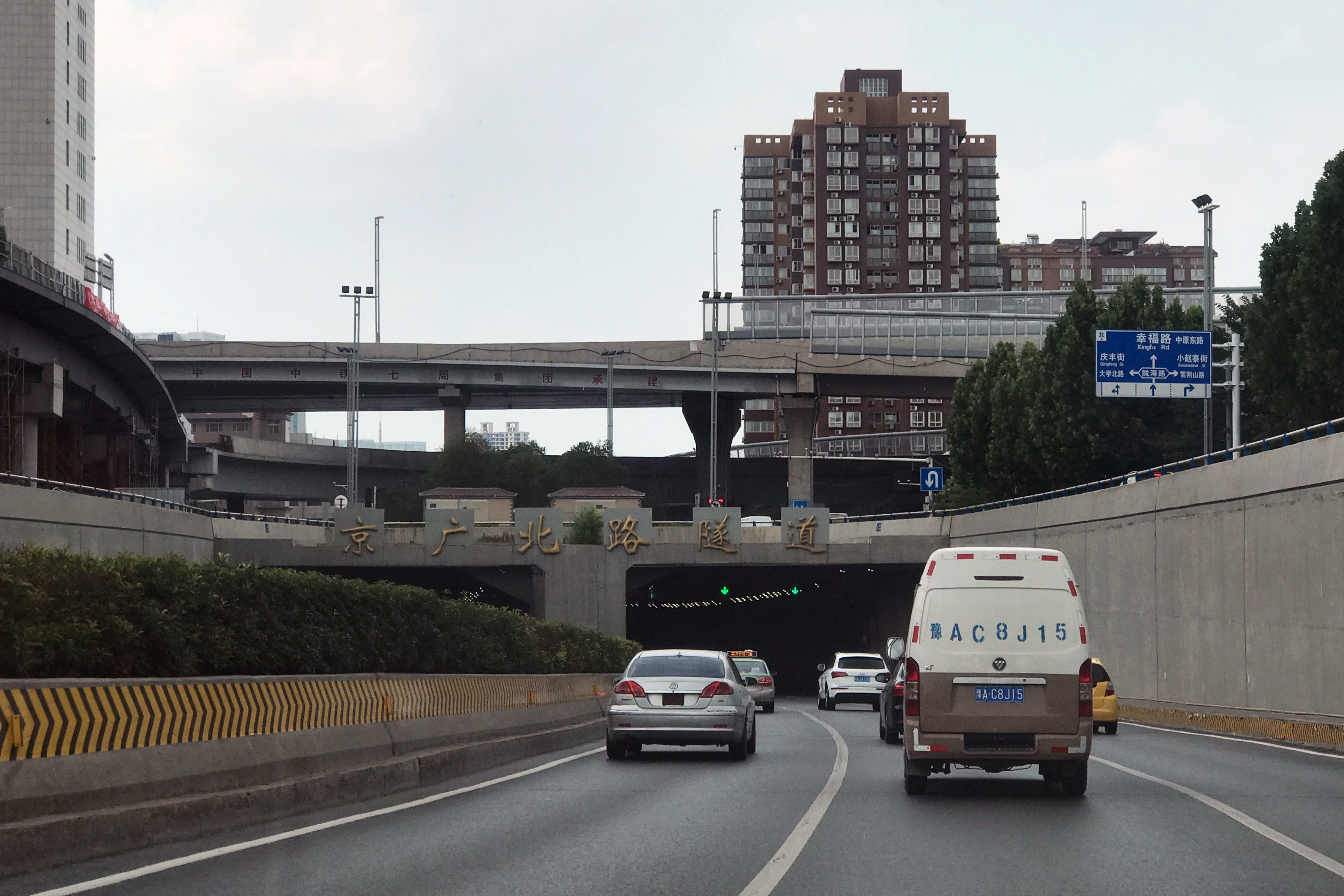
京广北路隧道，该隧道在2021年7月20日被洪水淹没，造成伤亡

2021年7月20日，因暴雨导致水灾，京广快速路南段的三段隧道（京广北路隧道、京广路下穿淮河路隧道、京广南路隧道）被大水淹没，以京广北路隧道灾情较为严重，造成至少6人死亡。事故發生後當局於2022年5月安裝19条逃生爬梯。

## 评价
京广快速路是郑州市“井”字加双环城市快速路系统中左边的一“竖”，是郑州市内重要的南北交通干线，加强了郑州中心市区的对外联系。但其一期工程因较早修建，存在设计标准低、车道少、相互交叉口过近、车流交织量过短等设计缺陷，尤以一期工程北段高架桥为甚。在北三环至中原路段的高架道路上，北向南方向仅设计有两个车道，在开通之初，交通流量就已经达到了饱和状态，经常发生严重拥堵现象，被部分司机戏称为“京广龟速路”。

## 出入口列表
京广快速路所有出入口自北向南如下表所示：
| 地区                                                                                         | 里程 | 类型       | 名称             | 连接                                  | 说明                           |
| -------------------------------------------------------------------------------------------- | ---- | ---------- | ---------------- | ------------------------------------- | ------------------------------ |
| 郑州市 惠济区                                                                                |      | 主线出入口 |                  | 天河路                                |                                |
| 郑州市 惠济区                                                                                |      | 枢纽       | 惠济互通         | 连霍高速                              |                                |
| 郑州市 惠济区                                                                                |      | 出入口     | 新龙路           | 新龙路                                | 只有南向入口及北向出口         |
| 郑州市 惠济区                                                                                |      | 出入口     | 宏达路           | 宏达路                                |                                |
| 郑州市 惠济区                                                                                |      | 枢纽       | 北三环           | 北三环路                              | 因北三环彩虹桥重建工程暂时封闭 |
| 郑州市 金水区                                                                                |      | 出入口     | 兴隆铺路         | 兴隆铺路                              | 只有南向入口及北向出口         |
| 郑州市 金水区                                                                                |      | 出入口     | 东风路           | 东风路 农业路（地面层，对于南向车辆） |                                |
| 郑州市 金水区                                                                                |      | 枢纽       | 农业快速路       | 农业快速路                            |                                |
| 郑州市 金水区                                                                                |      | 出入口     | 黄河路           | 黄河路 农业路（地面层，对于北向车辆） |                                |
| 郑州市 金水区                                                                                |      | 枢纽       | 河医立交、金水路 | 金水路、河医广场立交桥                | 北向无出口                     |
| 郑州市 二七区                                                                                |      | 出入口     | 二七广场         | 解放路立交桥、建设东路                | 南向无出口                     |
| 郑州市 二七区                                                                                |      | 出入口     | 中原路           | 中原路                                | 南向车辆可前往 郑州站西广场    |
| 郑州市 二七区                                                                                |      | 出入口     | 陇海路           | 陇海快速路（西向） 陇海路（地面层）   | 北向车辆可前往 郑州站西广场    |
| 郑州市 二七区                                                                                |      | 出入口     | 淮河路           | 淮河路                                |                                |
| 郑州市 二七区                                                                                |      | 出入口     | 航海路           | 航海中路、长江中路                    | 只有北向入口及南向出口         |
| 郑州市 二七区                                                                                |      | 出入口     | 长江路           | 长江中路、航海中路                    | 只有南向入口及北向出口         |
| 郑州市 二七区                                                                                |      | 枢纽       | 南三环           | 南三环路                              |                                |
| 郑州市 二七区                                                                                |      | 出入口     | 漓江路           | 漓江路                                | 只有南向入口及北向出口         |
| 郑州市 二七区                                                                                |      | 出入口     | 贾寨路           | 郑平公路                              | 只有北向入口及南向出口         |
| 郑州市 二七区                                                                                |      | 枢纽       | 南四环           | 南四环路                              |                                |
| 郑州市 管城回族区                                                                            |      | 出入口     | 浔江西路         | 浔江西路                              |                                |
| 郑州市 管城回族区                                                                            |      | 枢纽       | 十八里河互通     | 郑州绕城高速                          |                                |
| 郑州市 管城回族区                                                                            |      | 主线出入口 |                  | 龙湖大道                              |                                |
| 1.000 英里 = 1.609 千米；1.000 千米 = 0.621 英里 并行路段 • 已关闭／取消 • 限制进入 • 未开放 |      |            |                  |                                       |                                |